# Diocesi di Campania
La diocesi di Campania è una sede soppressa de patriarcato di Costantinopoli e sede titolare della Chiesa cattolica (in latino Dioecesis Campaniensis).

## Storia
Campania è un'antica sede vescovile della provincia romana della Macedonia Prima nella diocesi civile omonima. Il nome non indica una città, ma la piana che si estende a sud-ovest di Salonicco, oggi nota con il nome di Roumlouki (Ρουμλούκι) o Kampania (Καμπανία), attraversata dal fiume Aliacmone.
Nelle antiche Notitiae Episcopatuum del patriarcato di Costantinopoli la sede è documentata tra le suffraganee di Tessalonica. Come tale è rimasta fino agli inizi del XX secolo, l'ultima fra le diocesi suffraganee superstiti del patriarcato. Nel 1923 fu elevata al rango di metropolia, ma nel 1931 fu soppressa e il suo territorio annesso alle vicine metropolie di Salonicco e di Veria. L'ultima sede dei suoi vescovi era la località di Kampochori nel comune di Alexandreia.
Sono solo due i vescovi noti di Campania in epoca bizantina: un anonimo, che nel 1341 prese parte al sinodo di Costantinopoli che condannò gli avversari di Gregorio Palamas; e Melezio, che nel 1421 sottoscrisse una lettera dei monaci del monte Athos all'imperatore Manuele II Paleologo. Più consistente è la serie nota dei vescovi in epoca ottomana; l'ultimo è stato Diodoro, l'unico metropolita della sede di Campania.
Dal 1933 Campania è annoverata tra le sedi vescovili titolari della Chiesa cattolica; la sede è vacante dal 12 giugno 1965. Il titolo è stato assegnato finora ad un solo vescovo, Jorge Carlos Carreras, ausiliare di Buenos Aires in Argentina.

## Cronotassi

### Vescovi residenti greci
- Anonimo † (menzionato nel 1341)
- Melezio † (menzionato nel 1421)
- Acacio † (prima del 1569 - dopo il 1590)
- Costanzo † (menzionato nel 1700 circa)
- Macario † (menzionato nel 1716)
- Anania † (menzionato nel 1720 circa)
- Cristoforo † (menzionato nel 1725)
- Teofilo † (menzionato dal 1749 al 1793)
- Neofito I † (? - 1828 deceduto)
- Gregorio I † (1828 - marzo 1853)
- Ieroteo † (marzo 1853 - 13 maggio 1861)
- Giacomo † (27 maggio 1861 - ?)
- Gregorio II † (? - 1878 dimesso)
- Neofito II † (luglio 1882 - 1892 dimesso)
- Partenio † (1892 - 1904)
- Hilarion Macarones † (1904 - 19 giugno 1907 deceduto)
- Diodoro † (20 febbraio 1912 - 9 dicembre 1930 eletto metropolita di Sisani e Siatista)

### Vescovi titolari latini
- Jorge Carlos Carreras † (7 aprile 1962 - 12 giugno 1965 nominato vescovo di San Rafael)